# 盧森堡的伊莉莎白 (1922-2011)
盧森堡的伊莉莎白（法語：Élisabeth de Luxembourg，1922年12月22日—2011年11月22日），盧森堡女大公夏洛特的長女。

## 家庭
1956年，伊莉莎白與前奧地利皇儲斐迪南大公的孫子霍亨貝格的法蘭茲結婚，兩人共有兩個女兒：
1. 安娜（Anna，1958年出生）
2. 索菲（Sophie，1960年出生）